# Rhynchogale melleri
La mangosta de Meller (Rhynchogale melleri) es una especie de mamífero carnívoro de la familia Herpestidae. Es la única especie de su género y es propia de África oriental.

## Descripción
La mangosta de Meller tiene el pelaje largo y grueso, de color grisáceo o marrón pálido, con las partes inferiores y la cabeza más claras y las patas más oscuras. La cola puede ser negra, marrón o blanca, lo que puede llevar a confundirla con la mangosta de cola blanca (Ichneumia albicauda). Así mismo puede ser confundida con la mangosta de Selous (Paracynictis selousi). Las hembras tienen dos pares de mamas.
Es una mangosta de tamaño medio. Tiene una longitud cabeza-cuerpo de entre 440 y 485 mm, más de 300 a 400 mm de la cola y pesa entre 1,7 y 3 kg.

## Distribución y hábitat
Se encuentra ampliamente distribuida desde el sur de la República Democrática del Congo y Tanzania, Malaui, Mozambique, Zambia, Zimbabue, hasta el noreste de Sudáfrica y Suazilandia, sin embargo su presencia en Botsuana es dudosa.
Está presente en varias zonas protegidas. Habita en la sabana, principalmente en bosques abiertos y prados con termiteros.

## Comportamiento
Es nocturna y de hábitos solitarios. Las hembras paren en verano de 2 a 3 crías en madrigueras o entre grietas rocosas.
Su alimentación incluye fruta, termes, y posiblemente pequeños vertebrados.

## Subespecies
Se reconocen las siguientes subespecies:
- Rhynchogale melleri melleri
- Rhynchogale melleri langi